# 台中市公車286路
台中市公車286路目前自臺中二中經車籠埔行駛到崁頂（健行路）。行駛路權皆和280相同。

## 歷史
- 2011年6月1日：原公路客運6510路（臺中－車籠埔－崁頂）改制為台中市公車286路。[1]
- 2015年2月1日：由臺中火車站端點延駛至「新民高中（健行路）」，並將路線名稱更改為「新民高中－崁頂（經車籠埔）」。延駛後「臺中火車站」改為雙邊設站，並增停「市立殯儀館」（單邊設站，往新民高中方向）、「寶覺寺」（單邊設站，往崁頂方向）、「新民高中（三民路）」（單邊設站，往崁頂方向）、「三民錦中街口」（單邊設站，往崁頂方向）、「一心市場」（單邊設站，往崁頂方向）、「中友百貨」（雙邊設站）、「國立臺中科技大學」（雙邊設站）、「中興堂」（雙邊設站）、「臺中公園（雙十路）」（雙邊設站）、「干城站」（雙邊設站）。
- 2015年8月24日：286路（新民高中－崁頂）調整行駛路線至「臺中二中（梅川東路）」，並將路線名稱更改為「臺中二中－崁頂（經車籠埔）」。調整行駛路線後不行駛至新民高中，並將「新民高中（健行路）」、「寶覺寺」、「新民高中（三民路）」、「三民錦中街口」、「市立殯儀館」皆撤站，將增停「臺中二中（梅川東路）」、「五權國中」、「中山堂」、「五權學士路口」。而國立臺中科技大學站往臺中二中方向站牌遷移至三民路三段110號（原位於三民路三段88號墊腳石書局前）。[2] [3]
- 2016年9月15日：「大東紡織（振興路）」更名為「新建國市場」。
- 2019年1月1日：「臺中火車站」(往程)更名為「臺中車站(成功路口)」，「臺中火車站」(返程)更名為「臺中車站(民族路口)」，「臺中火車站(東站)」更名為「臺中車站(復興路)」。
- 2019年11月30日：調整部分班次發車時刻。
- 2020年7月20日：取消停靠「下太平」(往崁頂方向)
- 2021年2月1日：51路、280路及286路，取消停靠「新時代購物中心」站（往復興路方向）。
- 2025年7月1日：至114年7月31日止試辦280路整併至286路（280路停駛），原280路營運班次變更為行駛286路公車路線，並微調班次時刻。

## 路線基本資料
全程行車里數約17.3公里，全程行車時間約86分。往崁頂（健行路） 64站，往臺中二中（梅川東路） 63站。
自臺中二中（梅川東路）起，沿北區梅川東路、英才路、學士路、五權路、三民路三段、精武路、東區雙十路一段、中區雙十路一段、建國路、台中路、東區復興路四段、大智路、建成路、振興路、太平區太平路、中興路、新平路、東平路、光興路、大里區健民路、仁化路、工業四路、工業路、仁化路、練武路、健東路、健行路到崁頂（健行路）。

### 時刻表
- 時刻表僅供參考，請以豐原客運網站公告為準。

| 台中市公車286路平/假日時刻列表 | 台中市公車286路平/假日時刻列表 | 台中市公車286路平/假日時刻列表 | 台中市公車286路平/假日時刻列表 |
| ------------------------------ | ------------------------------ | ------------------------------ | ------------------------------ |
| 臺中二中（梅川東路）開時刻     | 臺中二中（梅川東路）開備註     | 崁頂（健行路）開時刻           | 崁頂（健行路）開備註           |
| 13:40                          | -                              | 05:50                          | -                              |
| 14:20                          | -                              | 06:20                          | -                              |
| 16:40                          | -                              | 06:45                          | -                              |
| 20:40                          | -                              | 15:05                          | -                              |
| 22:30                          | -                              | 15:35                          | -                              |

### 收費
- 依里程計費；刷電子票證10公里免費。
- 里程計費說明：
  - 基本里程：8公里。
  - 基本里程票價全票20元、半票11元。
  - 超過基本里程（8公里）計費方式：
    - 全票=[2.431 x 搭乘里程數x (1+5%營業稅)] （四捨五入）
    - 半票=[2.431 x 搭乘里程數x (1+5%營業稅)] x 50% （四捨五入）

  - 兒童、老人、身心障礙者及其陪伴者依規定半票收費。

### 停站
- 參見右側站牌路線圖。
- 路線圖更新時間為2025年3月15日。